# AAA 10th ANNIVERSARY BEST
《AAA 10th ANNIVERSARY BEST》是AAA的第4枚精選專輯及第10張原創專輯。於2015年9月16日發行。唱片公司為avex trax。

## 概要
- 《AAA 10th ANNIVERSARY BEST》是AAA第4張精選專輯及第10張原創專輯，雙專輯一同發行。與上一張專輯《GOLD SYMPHONY》相距約11個月。
- 與第50張單曲《深愛著，卻不能愛》同時發行。
- Disc 1 & 2為精選專輯。收錄第1張單曲《BLOOD on FIRE》至第42張單曲《說再見之前》，10年以來多首人氣及成名之作。除了單曲，此專輯更收錄了第1張專輯《ATTACK》至第9張專輯《GOLD SYMPHONY》多首人氣歌曲。
- Disc 3為第10張原創專輯。收錄了第43張單曲《I'll be there》至第50張單曲《深愛著，卻不能愛》8首A面曲、十週年七單曲連發計劃裏內藏的未發行歌曲《STORY》的完整音源、新曲《Distance》，共10首曲目
- 新曲《Distance》是朝日電視台節目「musicるtv」其中一環節『ミリオン連発音楽作家塾』的第5彈曲目，亦是手機遊戲《魔法氣泡》的電視廣告歌曲和VIP「Geo World VIP」的電視廣告歌曲。
- 本作分「初回限定盤 Jacket A（3CDs+DVD+GOODS）」、「Jacket B （2CDs+DVD）」、「Jacket C 2CDs盤」和「mu-mo shop限定盤」4種版本，而「mu-mo shop限定盤」亦有7個封面。
- DVD收錄了由粉絲投票、最高得票的Music Video Selection，包括《LOVER》（第1位）、《SHOW TIME》（第2位）、《Lil' Infinity》（第3位）等16首歌曲、第50張單曲《深愛著，卻不能愛》的Music Video和製作花絮（Making）、《LOVER》的製作花絮（Making），以及亞洲巡迴演唱會「AAA ASIA TOUR 2015 -Attack All Around-」的Documentary。
- 在9月28日於公信榜專輯週排行榜取得第1位，繼《＃AAABEST》、《Eighth Wonder》和《GOLD SYMPHONY》後第4張公信榜每周銷量排名第一的專輯。
- 此專輯於9月16日、17日、18日、19日、20日、21日於日本ORICON公信榜專輯日間排行榜取得第1位。
- 《AAA 10th ANNIVERSARY BEST》首週的銷量達8.6萬張，總銷量達16.6萬張，成為AAA出道以來銷量最高的專輯，並首次公信榜取得專輯月榜冠軍。

## 收錄內容

### CD Disc 1 -Best Album-
1. BLOOD on FIRE
（作詞：ササキオサム、作曲：渡辺未來、Rap詞：日高光啓）
1st單曲
2. 颶風·莉莉，波士頓·瑪麗（ハリケーン・リリ，ボストン・マリ）
（作詞・作曲：真島昌利、編曲：家原正樹）
7th單曲
3. Winter lander!!
（作詞：jam、作曲：渡辺未来、編曲：h-wonder、Rap詞：日高光啓）
12th單曲、「Black & White」的第二主打曲目
4. Get 啾!（Get チュー!）
（作詞：松井五郎、作曲：石田匠、編曲：小西貴雄）
13th單曲、「Get 啾! / SHE的真相」的主打曲目
5. 紅唇羅曼蒂卡（唇からロマンチカ）
（作詞：井上秋緒、作曲：BULGE）
14th單曲、「紅唇羅曼蒂卡 / That's Right」的主打曲目
6. SUNSHINE
（作詞：Delicatessen、作曲・編曲：Hyoutan）
15th單曲、「夏日風物」的主打曲目
7. MIRAGE
（作詞：FLAT5th・Rico、作曲：四月朔日義昭、編曲：鈴木秀行）
17th單曲
8. MUSIC!!!
（作詞：Shigeko Ogula、作曲：Koichi Tsutaya、Rap詞：日高光啓 / Koichi Tsutaya）
19th單曲、「MUSIC!!! / ZERØ」的主打曲目
9. HORIZON
（作詞：カミカオル、作曲：カミカオル・Tomokazu Matsuzawa、Rap詞：日高光啓）
4th專輯「depArture」曲目
10. Break Down
（作詞：leonn、作曲：藤末樹、Rap詞：日高光啓、編曲：ArmiSlick）
21st單曲、「Break Down / Break your name / Summer Revolution」的主打曲目
11. Heart and Soul
（作詞：leonn、作曲：齋藤真也、Rap詞：日高光啓）
23rd單曲
12. Believe own way
（作詞：H.U.B.、作曲：鈴木大輔、Rap詞：日高光啓、編曲：熊谷主毅）
5th專輯「HEARTFUL」曲目

### CD Disc 2 -Best Album-
1. 想見你的理由 (逢いたい理由)
（作詞：Kyasu Morizuki、作曲：小室哲哉、Rap詞：日高光啓、 編曲：斎藤真也）
24th單曲、「想見你的理由 / Dream After Dream ～夢醒之夢～」的主打曲目
2. 不屈的心 (負けない心)
（作詞：kenn kato、作曲：小室哲哉、Rap詞：日高光啓、編曲：ats-）
25th單曲
3. PARADISE
（作詞：kenko-p、作曲：小室哲哉、Rap詞：日高光啓、編曲：齋藤真也）
26th單曲、「PARADISE / Endless Fighters」的主打曲目
4. CALL
（作詞：Kenn Kato、Rap詞：Mitsuhiro Hidaka、作曲：宅見将典、編曲：ats-）
29th單曲、「CALL / I4U」的主打曲目
5. Charge ▶ Go!
（作詞：Kyasu Morizuki、作曲：小室哲哉、Rap詞：日高光啓、編曲：Army Slick）
30th單曲、「Charge ▶ Go! / Lights」的主打曲目
6. Still Love You
（作詞：KAJI KATSURA、Rap詞：日高光啓、作曲：SHIROSE from WHITE JAM・her0ism・DJ first from WHITE JAM BEATZ、編曲：ats-）
32nd單曲
7. 777 ～We can sing a song!～
（作詞：leonn、Rap詞：Mitsuhiro Hidaka、作曲：日比野裕史）
33rd單曲
8. 彩虹
（作詞・作曲：GReeeeN、編曲：Takehito Shimizu, ats-）
34th單曲
9. PARTY IT UP
（作詞：MUSOH、Rap詞：Mitsuhiro Hidaka、作曲：GWEN, Stephen McNair）
36th單曲
10. Love Is In The Air
（作詞︰MUSOH、Rap詞：Mitsuhiro Hidaka、作曲：★STAR GUiTAR, MUSOH）
37th單曲
11. 戀歌與雨天（恋音と雨空）
（作曲・作詞︰岡村洋佑、Rap詞：Mitsuhiro Hidaka）
38th單曲
12. Wake up!
（作詞：leonn、Rap詞：日高光啓、作曲・編曲：日比野裕史）
41st單曲
13. 微風徐徐的夏日記憶（風に薫る夏の記憶）
（作詞：森月キャス、Rap詞：日高光啓、作曲：大西克巳、編曲：清水武仁）
41st單曲、「Wake up!」的B面曲
14. 說再見之前（さよならの前に）
（作詞：森月キャス、Rap詞：Mitsuhiro Hidaka 作曲：丸山真由子）
42nd單曲
15. Next Stage
（作詞：leonn、Rap詞：Mitsuhiro Hidaka、作曲：Kenji Kabashima, SugayaBros.）
42nd單曲、「說再見之前」的B面曲

### CD Disc 3 -Original Album-
1. I'll be there
（作詞：Mio Aoyama、Rap詞：Mitsuhiro Hidaka、作曲：M.I,Shun Kusakawa,Kohei Yokono）
43rd單曲
2. Lil' Infinity
（作詞：小松レナ、Rap詞：Mitsuhiro Hidaka、作曲：渡辺徹）
44th單曲、電影『生命中的美好缺憾』（The Fault in Our Stars）主題曲
3. 我的憂鬱與不開心的她（ぼくの憂鬱と不機嫌な彼女）
（作詞：Kenn Kato、Rap詞：Mitsuhiro Hidaka、作曲：丸山真由子）
45th單曲、伊藤洋華堂「Kent in Tradition」電視廣告歌曲
4. GAME OVER?
（作詞：leonn、Rap詞：Mitsuhiro Hidaka、作曲：Tomoya Kinoshita）
46th單曲、朝日電視台節目「Drama! 7人的偶像GOGO!」主題曲、手機遊戲《魔法氣泡》電視廣告歌曲
5. 明日之光（アシタノヒカリ）
（作詞：溝口貴紀、Rap詞：Mitsuhiro Hidaka、作曲：丸山真由子）
47th單曲、朝日電視台動畫『境界觸發者』（WORLD TRIGGER）主題曲
6. Flavor of kiss
（作詞：溝口貴紀・Mitsuhiro Hidaka、Rap詞：Mitsuhiro Hidaka、作曲：SiZK・Stephen McNair）
48th單曲、江崎固力果《Seventeen ice》宣傳活動歌曲、全道Netz Toyota『北海道限定RAV4特別規格車』電視廣告歌曲
7. LOVER
（作詞：Miss-art・Mitsuhiro Hidaka、Rap詞：Mitsuhiro Hidaka、作曲：Miss-art・APAZZI）
49th單曲、伊藤洋華堂×AAA 『夏季飲料系列』電視廣告歌曲
8. Distance
（作詞：小松レナ、rap詞：Mitsuhiro Hidaka 、作曲：原田 雄一・長谷川 晃太）
朝日電視台節目「musicるtv」其中一環節『ミリオン連発音楽作家塾』的第5彈曲目、手機遊戲《魔法氣泡》電視廣告歌曲、VIP「Geo World VIP」電視廣告歌曲
9. STORY
（作詞：溝口貴紀、rap詞：Mitsuhiro Hidaka、作曲：ArmySlick・Jam9）
伊藤洋華堂電視廣告歌曲
10. 深愛著，卻不能愛（愛してるのに、愛せない）
（作詞：KAJI KATSURA、rap詞：Mitsuhiro Hidaka、作曲：ArmySlick・Jam9）
50th單曲、「Open House」電視廣告歌曲、「LIVE DAM STADIUM」電視廣告歌曲、伊藤洋華堂「WARM STYLE 2015」電視廣告歌曲、和朝日電視台節目「プロマーシャル」插曲

### DVD
Music Video
1. MIRAGE
2. MUSIC!!!
3. Break Down
4. Heart and Soul
5. 想見你的理由
6. 不屈的心
7. CALL
8. Charge ▶ Go!
9. 777 ～We can sing a song!～
10. PARTY IT UP
11. 戀歌與雨天
12. SHOW TIME
13. Wake up!
14. 說再見之前
15. Lil' Infinity
16. LOVER
17. 深愛著，卻不能愛

Music Video Making
1. LOVER
2. 深愛著，卻不能愛

Documentary
1. AAA ASIA TOUR 2015 -Attack All Around-

## 外部連結
- AAA官方網站（页面存档备份，存于）（日語）